# Viscount Blesington
Viscount Blesington (auch Blessington), in the County of Wicklow, war ein erblicher britischer Adelstitel in der Peerage of Ireland.
Der Titel wurde am 23. August 1673 für Murrough Boyle, den einzigen überlebenden Sohn des anglikanischen Erzbischofs von Armagh und Lordkanzlers von Irland, Michael Boyle (um 1609–1702), geschaffen. Sein Vater hatte zuvor den namensgebenden Ort Blessington gegründet. Zusammen mit dem Viscounttitel wurde ihm der nachgeordnete Titel Baron Boyle, in the County of Wicklow, verliehen. Beide Titel wurden mit dem besonderen Zusatz verliehen, dass sie in Ermangelung eigener männlicher Nachkommen auch sonstige männliche Nachkommen seines Vaters vererbbar seien. Beide Titel erloschen beim Tod seines einzigen Sohnes, des 2. Viscounts, am 2. Juni 1732.

## Liste der Viscounts Blesington (1673)
- Murrough Boyle, 1. Viscount Blesington (1648–1718)
- Charles Boyle, 2. Viscount Blesington (nach 1673–1732)